# Sphaerodactylus cinereus
Sphaerodactylus cinereus är en ödleart som beskrevs av  Johann Georg Wagler 1830. Sphaerodactylus cinereus ingår i släktet Sphaerodactylus och familjen geckoödlor.

## Underarter
Arten delas in i följande underarter:
- S. c. stejnegeri
- S. c. cinereus